# Aymaramyia dubia
Aymaramyia là một chi ruồi đơn loài Aymaramyia dubia trong họ Limoniidae. Địa bàn sinh sống của chúng phân bố ở Peru.